# André 3000
André 3000, właśc. André Lauren Benjamin (ur. 27 maja 1975 w Atlancie) – amerykański raper, wokalista, autor tekstów, multiinstrumentalista, producent muzyczny i aktor. Członek duetu hip-hopowego OutKast, który tworzył z Big Boiem.
Szeroko uznawany za jednego z najlepszych raperów wszech czasów.
Duet OutKast wydał sześć albumów studyjnych, które spotkały się z uznaniem krytyków i komercyjnym sukcesem, a wśród singlowych przebojów znalazły się utworym takie jak szeroko znane „Ms. Jackson”, „Roses”, „So Fresh, So Clean” czy „Elevators (Me & You)”. Album pt. Speakerboxxx/The Love Below (2003) promował singlem w wykonaniu Benjamina „Hey Ya!”, który znalazł się na szczycie listy Billboard Hot 100 i zdobył nagrodę Grammy za najlepsze wykonanie muzyki miejskiej / alternatywnej. Po rozpadzie duetu w 2007 stał się mniej aktywny jako solista w porównaniu z Big Boiem, choć wystąpił gościnnie w kilku wysoko ocenianych albumach innych artystów. Otrzymał solowy trzy nagrody Grammy i osiem nominacji do nich. Podpisał kontrakt z wytwórnią Epic Records, pod której szyldem wydał album pt. New Blue Sun (2023), będący instrumentalnym nagraniem prezentującym jego występy na flecie.
Zagrał w filmach: Czterej bracia, Revolver, Semi-Pro: Drużyna marzeń, High Life i Four Brothers. Wcielił się w Jimiego Hendriksa w dokumetalnym filmie Jimi: All Is by My Side. Zagrał Fredwynna w serialu stacji AMC Dispatches from Elsewhere i wystąpił w adaptacji powieści Dona DeLillo White Noise (2022). Był współtwórcą serialu animowanego Klasa 3000 dla Cartoon Network oraz miał podpisany kontrakt z wytwórnią filmową A Band Apart należącą do Quentina Tarantino i Lawrence'a Bendera. 

## Wczesne życie
Urodził się w Atlancie, w stanie Georgia, jako jedyne dziecko Sharon Benjamin Hodor, agentki nieruchomości, i Lawrence'a Walkera, pracownika biura obrotu należnościami. Sharon wychowywała syna samodzielnie. Dorastał w East Point i Buckhead, uczęszczał do Willis A. Sutton Middle School, SouthWest Dekalb High School, Newton High School oraz Tri-Cities High School. Ma pochodzenie afroamerykańskie oraz indiańskie.

## Kariera
Na początku kariery posługiwał się pseudonimem Dre. W czasie nauki w szkole średniej poznał Antwana „Big Boi” Pattona, z którym stworzył duet o nazwie OutKast. Krótko po ukończeniu liceum podpisali kontrakt z wytwórnią płytową LaFace, a w 1994 wydali album pt. Southernplayalisticadillacmuzik. Podążając za sukcesem singla „Player's Ball”, album uzyskał status platynowej płyty w Stanach Zjednoczonych, rozchodząc się w ponad milionowym nakładzie na rynku amerykańskim. W 1995 z Big Boiem otrzymał wyróżnienie za najlepszy debiut od redakcji magazynu The Source.
Na kolejnych dwóch albumach wraz z Big Boiem eksperymentował z dźwiękiem, dodając do swoich utworów elementy trip hopu, soulu oraz muzyki jungle. Teksty, których był autorem, przybierały charakter surrealistyczny. W tym okresie zaczął poświęcać więcej czasu na grę na gitarze, a także malarstwo. Przed wydaniem czwartego albumu z OutKastem pt. Stankonia przybrał pseudonim André 3000, ponieważ chciał uniknąć zbieżności z Dr. Dre. Z albumu Stankonia pochodził pierwszy międzynarodowy przebój w dorobku grupy, „Ms. Jackson”, który uplasował się na szczycie listy Billboard Hot 100. Piosenka została napisana przez Benjamina w reakcji na rozpad jego związku z Badu. Stankonia znalazła ponad 4 miliony nabywców w Stanach Zjednoczonych, za co uzyskała status czterokrotnie platynowej płyty w kraju.
W 2001 OutKast wydał album kompilacyjny z najpopularniejszymi utworami duetu, Big Boi and Dre Present... OutKast, zawierający dodatkowe trzy piosenki. Jedna z nich, „The Whole World”, otrzymała nagrodę Grammy w kategorii Best Rap Performance by a Duo or Group. Pod koniec tego samego roku Benjamin pojawił się gościnnie na albumie Dungeon Family. W 2003 roku premierę miał dwupłytowy album OutKast, Speakerboxxx/The Love Below, którego celem było ukazanie różnic w stylach muzycznych obu członków duetu. Na dysku Benjamina, zatytułowanym The Love Below, znalazł się największy hit w karierze Outkast – „Hey Ya!”. Sukces odniósł również wiodący singel z dysku Big Boia, „The Way You Move”. The Love Below, w przeciwieństwie do Speakerboxxx, skupiał się przede wszystkim na trzech typach muzyki: funku, jazzie oraz alternatywie. Ponadto, w większości utworów z płyty Benjamina dominuje wokal kosztem rapu. Speakerboxxx/The Love Below rozszedł się w Stanach Zjednoczonych w ponad 11 milionach egzemplarzy, uzyskując status jedenastokrotnie platynowej/diamentowej płyty. Dzięki temu, Speakerboxxx/The Love Below stał się jednym z najlepiej sprzedających albumów w historii amerykańskiego przemysłu muzycznego.
W 2006 wydany został szósty album studyjny OutKast, Idlewild, stanowiący ścieżkę dźwiękową dla filmu Idlewild, w którym w główne role wcielili się Benjamin oraz Big Boi. Musical obsadzony był w latach 30. XX wieku, dlatego sama płyta czerpie inspirację z muzyki tamtych czasów, a zwłaszcza bluesa. Jednocześnie André rapował zaledwie w kilku wersach utworów z płyty; zamiast tego ograniczył się niemal wyłącznie do śpiewu, podobnie jak na The Love Below. W 2007 roku, po stosunkowo długiej przerwie w korzystaniu z tej techniki, powrócił do rapowania, pojawiając się gościnnie w kilku utworach innych artystów, m.in. w remiksie „30 Something” Jaya-Z oraz oryginalnych piosenkach, takich jak „Royal Flush” Big Boi'a. Rok później premierę miał utwór „Green Light” Johna Legend, który ten nagrał z udziałem André. W 2010 roku ukazał się remiks do piosenki „Ride” Ciary, w którym gościnnie zaśpiewał Benjamin. W tym okresie pracował nad solowym albumem rapowym i podkreślał, że nagrywanie remiksów z innymi artystami stanowi dla niego motywację do tworzenia własnego materiału.
W lipcu 2010 Big Boi poinformował, że OutKast wyda nowy album wtedy, gdy Benjamin zakończy prace nad solową płytą. Dodał, że duet nagrał już większość beatów, a do studia, by dokończyć rejestrację materiału, powróci już w obecności André. W sierpniu opublikowano cyfrowo fragment demo utworu „I Do”, zawierający kilka rapowych wersów Benjamina. Według wstępnych planów, nowa płyta Outkast miała ukazać się na początku 2012 roku. W sierpniu 2011 roku jako singel wydany został utwór „Party” Beyoncé Knowles, nagrany z udziałem Benjamina, i wydany na albumie wokalistki 4.

## Życie osobiste
Jest wegetarianinem i aktywnym działaczem na rzecz ochrony praw zwierząt. W 2004 roku organizacja PETA wyróżniła André i Alicię Silverstone jako najseksowniejsze wegetariańskie gwiazdy świata.
W połowie lat 90. związał się z wokalistką Erykah Badu, z którą ma syna Sevena Siriusa (ur. 1997).

### Moda
Wiosną 2008 do sklepów trafiła linia odzieżowa zaprojektowana przez artystę, Benjamin Bixby. Jej główną inspirację stanowiła moda powiązana ze szkolnym futbolem amerykańskim roku 1935.

### Polityka
W 2008 uczestniczył w kampanii Declare Yourself, mającej na celu zachęcenie młodych ludzi do uczestnictwa w wyborach prezydenckich.

## Dyskografia

### Albumy

#### Albumy studyjne
| Tytuł        | Dane dot. albumu                                                                                        | Najwyższa pozycja na listach | Najwyższa pozycja na listach | Najwyższa pozycja na listach | Sprzedaż | Certyfikat |
| Tytuł        | Dane dot. albumu                                                                                        | USA                          | USA Alt.                     | USA New Age                  | Sprzedaż | Certyfikat |
| ------------ | --- | ---------------------------- | ---------------------------- | ---------------------------- | -------- | ---------- |
| New Blue Sun | - Data wydania: 17 listopada 2023 - Wydawca: Epic Records - Format: CD, LP, digital download, streaming | 34                           | 5                            | 1                            | —        | —          |

### EP
| Tytuł            | Dane dot. EP                                                                                |
| ---------------- | ------------------------------------------------------------------------------------------- |
| Look Ma No Hands | - Data wydania: 13 maja 2018 - Wydawca: Niezależny - Format: Digital download               |
| Moving Day       | - Data wydania: 22 listopada 2024 - Wydawca: Epic - Format: LP, Digital download, streaming |
| 7 piano sketches | - Data wydania: 5 maja 2025 - Wydawca: Epic - Format: LP, Digital download, streaming       |

### Single

#### Jako wiodący artysta
| Tytuł | Rok  | Najwyższa pozycja na listach | Najwyższa pozycja na listach | Najwyższa pozycja na listach | Najwyższa pozycja na listach | Najwyższa pozycja na listach | Album                 |
| Tytuł | Rok  | USA                          | US R&B /HH                   | US Chr.                      | IRL                          | NZL                          | Album                 |
| --- | ---- | ---------------------------- | ---------------------------- | ---------------------------- | ---------------------------- | ---------------------------- | --------------------- |
| „Life of The Party” (Kanye West and André 3000)                                                               | 2021 | 113                          | 47                           | 3                            | 96                           | 13                           | Donda (edycja deluxe) |
| „SCIENTISTS & ENGINEERS” (Killer Mike and André 3000 featuring Future and Eryn Allen Kane)                    | 2023 | —                            | —                            | —                            | —                            | —                            | MICHAEL               |
| „—” oznacza nagranie, które nie znalazło się na listach przebojów lub nie zostało wydane na danym terytorium. |      |                              |                              |                              |                              |                              |                       |

#### Jako artysta z gościnnym występem
| Tytuł | Rok  | Najwyższa pozycja na listach | Najwyższa pozycja na listach | Najwyższa pozycja na listach | Najwyższa pozycja na listach | Najwyższa pozycja na listach | Najwyższa pozycja na listach | Najwyższa pozycja na listach | Najwyższa pozycja na listach | Najwyższa pozycja na listach | Najwyższa pozycja na listach | Certyfikaty                                                        | Album                                  |
| Tytuł | Rok  | US                           | US R&B /HH                   | AUS                          | BEL                          | CAN                          | GER                          | IRL                          | NZL                          | SWI                          | UK                           | Certyfikaty                                                        | Album                                  |
| --- | ---- | ---------------------------- | ---------------------------- | ---------------------------- | ---------------------------- | ---------------------------- | ---------------------------- | ---------------------------- | ---------------------------- | ---------------------------- | ---------------------------- | ------------------------------------------------------------------ | -------------------------------------- |
| „It's Ok” (Slimm Calhoun feat. André 3000)                                                                    | 2001 | —                            | —                            | —                            | —                            | —                            | —                            | —                            | —                            | —                            | —                            | —                                                                  | The Skinny                             |
| „Nectarine” (Cherokee feat. André 3000)                                                                       | 2001 | —                            | —                            | —                            | —                            | —                            | —                            | —                            | —                            | —                            | —                            | —                                                                  | Soul Parade                            |
| „Millionaire” (Kelis feat. André 3000)                                                                        | 2004 | —                            | —                            | 23                           | 36                           | —                            | 65                           | 8                            | 27                           | 43                           | 3                            | - BPI: Złoto                                                       | Tasty                                  |
| „Everybody” (Fonzworth Bentley feat. André 3000 & Kanye West)                                                 | —    | —                            | —                            | —                            | —                            | —                            | —                            | —                            | —                            | —                            | —                            | —                                                                  | Singiel niealbumowy                    |
| „What a Job” (Devin the Dude feat. André 3000 & Snoop Dogg)                                                   | 2007 | —                            | 124                          | —                            | —                            | —                            | —                            | —                            | —                            | —                            | —                            | —                                                                  | Waitin' to Inhale                      |
| „Royal Flush” (Big Boi feat. André 3000 & Raekwon)                                                            | 2008 | —                            | —                            | —                            | —                            | —                            | 68                           | —                            | —                            | —                            | —                            | —                                                                  | Singiel niealbumowy                    |
| „Green Light” (John Legend feat. André 3000)                                                                  | 2008 | 24                           | 6                            | —                            | —                            | 52                           | 80                           | 52                           | —                            | —                            | 81                           | - RIAA: 2x Platyna                                                 | Evolver                                |
| „Dedication to My Ex (Miss That)” (Lloyd feat. André 3000)                                                    | 2011 | 79                           | 43                           | 3                            | 137                          | 33                           | 52                           | 5                            | 14                           | —                            | 3                            | - BPI: Złoto - ARIA: 3x Platyna - RIANZ: Złoto - IFPI Dania: Złoto | King of Hearts                         |
| „Party” (Beyoncé feat. André 3000)                                                                            | 2011 | 50                           | 2                            | —                            | —                            | —                            | —                            | —                            | —                            | —                            | —                            | - RIAA: Platyna                                                    | 4                                      |
| „Play the Guitar” (B.o.B feat. André 3000)                                                                    | 2011 | 98                           | —                            | —                            | —                            | —                            | —                            | —                            | —                            | —                            | —                            | —                                                                  | Singiel niealbumowy                    |
| „I Do” (Young Jeezy feat. Jay-Z i André 3000)                                                                 | 2011 | 61                           | 4                            | —                            | —                            | —                            | —                            | —                            | —                            | —                            | —                            | —                                                                  | Thug Motivation 103: Hustlerz Ambition |
| „DoYaThing” (Gorillaz feat. James Murphy i André 3000)                                                        | 2012 | —                            | —                            | —                            | —                            | —                            | —                            | —                            | —                            | —                            | —                            | —                                                                  | Singiel niealbumowy                    |
| „Sorry” (T.I. feat. André 3000)                                                                               | 2012 | 116                          | 36                           | —                            | —                            | —                            | —                            | —                            | —                            | —                            | —                            | —                                                                  | Trouble Man: Heavy Is the Head         |
| „—” oznacza nagranie, które nie znalazło się na listach przebojów lub nie zostało wydane na danym terytorium. |      |                              |                              |                              |                              |                              |                              |                              |                              |                              |                              |                                                                    |                                        |

### Utwory wyprodukowane przez André 3000
| Rok  | Tytuł                                           | Artysta           | Album                                         |
| ---- | ----------------------------------------------- | ----------------- | --------------------------------------------- |
| 2003 | „Boogie Man” (feat. André 3000)                 | Big Gipp          | Mutant Mindframe                              |
| 2003 | „Millionaire” (feat. André 3000)                | Kelis             | Tasty                                         |
| 2003 | „Akshon (Yeah!)”                                | Killer Mike       | Monster                                       |
| 2003 | „U Know I Love U”                               | Killer Mike       | Monster                                       |
| 2004 | „Long Way to Go” (feat. André 3000)             | Gwen Stefani      | Love. Angel. Music. Baby.                     |
| 2010 | „You Ain't No DJ” (feat. Yelawolf)              | Big Boi           | Sir Lucious Left Foot: The Son of Chico Dusty |
| 2011 | „Party” (feat. André 3000)                      | Beyoncé           | 4                                             |
| 2011 | „Interlude” (feat. Tech N9ne & André 3000)      | Lil Wayne         | Tha Carter IV                                 |
| 2012 | „Do Ya Thing” (feat. James Murphy & André 3000) | Gorillaz          | Singiel (niealbumowy)                         |
| 2012 | „Pink Matter” (feat. André 3000)                | Frank Ocean       | channel ORANGE                                |
| 2018 | „Fire”                                          | Kids See Ghosts   | Kids See Ghosts                               |
| 2021 | „Life of The Party” (feat. André 3000)          | Kanye West        | Donda (edycja deluxe)                         |
| 2023 | „SCIENTISTS & ENGINEERS” (feat. André 3000)     | Killer Mike       | MICHAEL                                       |
| 2024 | „Dream State”                                   | Kamasi Washington | Fearless Movement                             |

## Filmografia

### Filmy
| Rok  | Film                                                | Rola                                                                                                  |
| ---- | --------------------------------------------------- | --- |
| 2003 | Wydział zabójstw, Hollywood                         | Silk Brown                                                                                            |
| 2005 | Be Cool                                             | Dabu                                                                                                  |
| 2005 | Czterej bracia                                      | Jeremiah Mercer                                                                                       |
| 2005 | Revolver                                            | Avi                                                                                                   |
| 2006 | Idlewild                                            | Percival                                                                                              |
| 2006 | Pajęczyna Charlotty                                 | Elwyn (głos)                                                                                          |
| 2006 | Straszny film 4                                     | Jack                                                                                                  |
| 2007 | Bitwa w Seattle                                     | Django                                                                                                |
| 2008 | Semi-Pro: Drużyna marzeń?                           | Clarence Withers/Coffee Black/Downtown „Funky Stuff” Malone/ Sugar Dunkerton/„Jumping” Johnny Johnson |
| 2010 | The After Party: The Last Party 3                   | Jako on sam                                                                                           |
| 2012 | Diary of a Decade: The Story of a Movement          | Jako on sam                                                                                           |
| 2013 | Jimi: All Is by My Side                             | Jimi Hendrix                                                                                          |
| 2015 | Dominique Belongs to Us                             | Narrator                                                                                              |
| 2016 | The Art of Organized Noize                          | Jako on sam                                                                                           |
| 2018 | High Life                                           | Tcherny                                                                                               |
| 2018 | The Andre 3000 Documentary                          | Jako on sam                                                                                           |
| 2021 | Sign the Show: Deaf Culture, Access & Entertainment | Jako on sam                                                                                           |
| 2022 | Showing Up                                          | Eric                                                                                                  |
| 2022 | White Noise                                         | Elliot Lasher                                                                                         |

### Telewizja
| Rok        | Tytuł                                    | Rola                                          | Informacje                      |
| ---------- | ---------------------------------------- | --------------------------------------------- | ------------------------------- |
| 1995       | Martin                                   | Jako on sam                                   | Odcinek: „All the players came” |
| 2004; 2008 | The Shield: Świat glin                   | Właściciel księgarni, polityk, Robert Huggins | Dwa odcinki, a w tym finałowy   |
| 2006–2008  | Klasa 3000                               | Sunny Bridges                                 | Współtwórca; głos; 26 odcinków  |
| 2016       | American Crime                           | Michael LaCroix                               |                                 |
| 2016       | Brad Neely's Harg Nallin' Sclopio Peepio | Jako on sam/Senator Harvey                    | Odcinek: „For Aretha”           |
| 2020       | Dispatches from Elsewhere                | Fredwynn                                      | Główna rola                     |

### Gry wideo
| Rok  | Tytuł     | Rola        | Informacje |
| ---- | --------- | ----------- | ---------- |
| 2005 | L.A. Rush | Jako on sam | Głos       |

## Nagrody i nominacje

### Nagrody Grammy
| Rok  | Tytułem                                                                                                   | Kategoria                              | Wynik             | Przypisy |
| ---- | --- | -------------------------------------- | ----------------- | -------- |
| 1999 | „Rosa Parks”                                                                                              | Best Rap Performance By A Duo Or Group | Nominacja         | [ 33 ]   |
| 2002 | „Ms. Jackson”                                                                                             | Best Rap Performance By A Duo Or Group | Wygrana           | [ 33 ]   |
| 2002 | „Ms. Jackson”                                                                                             | Record of the Year                     | Nominacja         | [ 33 ]   |
| 2002 | „Ms. Jackson”                                                                                             | Best Short-Form Music Video            | Nominacja         | [ 33 ]   |
| 2002 | Stankonia                                                                                                 | Album of the Year                      | Nominacja         | [ 33 ]   |
| 2002 | Stankonia                                                                                                 | Best Rap Album                         | Wygrana           | [ 33 ]   |
| 2003 | „The Whole World” (with Killer Mike)                                                                      | Best Rap Performance By A Duo Or Group | Wygrana           | [ 33 ]   |
| 2004 | „Hey Ya!”                                                                                                 | Record of the Year                     | Nominacja         | [ 33 ]   |
| 2004 | „Hey Ya!”                                                                                                 | Best Urban/Alternative Performance     | Wygrana           | [ 33 ]   |
| 2004 | „Hey Ya!”                                                                                                 | Best Short-Form Music Video            | Nominacja         | [ 33 ]   |
| 2004 | OutKast                                                                                                   | Producer of the Year, Non-Classical    | Nominacja         | [ 33 ]   |
| 2004 | Speakerboxxx/The Love Below                                                                               | Best Rap Album                         | Wygrana           | [ 33 ]   |
| 2004 | Speakerboxxx/The Love Below                                                                               | Album of the Year                      | Wygrana           | [ 33 ]   |
| 2006 | Love. Angel. Music. Baby. (as producer)                                                                   | Album of the Year                      | Nominacja         | [ 33 ]   |
| 2007 | „Idlewild Blue (Don't Chu Worry 'Bout Me)”                                                                | Best Urban/Alternative Performance     | Nominacja         | [ 33 ]   |
| 2007 | „Mighty 'O'”                                                                                              | Best Rap Performance By A Duo Or Group | Nominacja         | [ 33 ]   |
| 2008 | „International Player's Anthem (I Choose You)” (with UGK)                                                 | Best Rap Performance By A Duo Or Group | Nominacja         | [ 33 ]   |
| 2009 | „Royal Flush” (with Big Boi & Raekwon)                                                                    | Best Rap Performance By A Duo Or Group | Nominacja         | [ 33 ]   |
| 2009 | „Green Light” (with John Legend)                                                                          | Best Rap/Sung Collaboration            | Nominacja         | [ 33 ]   |
| 2012 | „Party” (with Beyoncé)                                                                                    | Best Rap/Sung Collaboration            | Nominacja         | [ 33 ]   |
| 2013 | „I Do” (with Young Jeezy, Drake & Jay-Z)                                                                  | Best Rap Performance                   | Nominacja         | [ 33 ]   |
| 2013 | channel ORANGE (as featured artist)                                                                       | Album of the Year                      | Nominacja         | [ 33 ]   |
| 2020 | „Come Home” (with Anderson .Paak)                                                                         | Best R&B Performance                   | Wygrana           | [ 33 ]   |
| 2024 | „Scientists & Engineers” (with Killer Mike, Future & Eryn Allen Kane)                                     | Best Rap Performance                   | Wygrana           | [ 33 ]   |
| 2024 | „Scientists & Engineers” (with Killer Mike, Future & Eryn Allen Kane)                                     | Best Rap Song                          | Wygrana           | [ 33 ]   |
| 2025 | New Blue Sun                                                                                              | Album of the Year                      | Nierozstrzygnięty | [ 33 ]   |
| 2025 | New Blue Sun                                                                                              | Best Alternative Jazz Album            | Nierozstrzygnięty | [ 33 ]   |
| 2025 | „I Swear, I Really Wanted to Make a 'Rap' Album but This Is Literally the Way the Wind Blew Me This Time” | Best Instrumental Composition          | Nierozstrzygnięty | [ 33 ]   |